# Gerhard Geyer
Pour les articles homonymes, voir Geyer.
Gerhard Geyer, né le 8 mai 1907 à Halle (Saxe-Anhalt) et mort le 9 avril 1989 dans la même ville, est un sculpteur allemand, actif dans l'ancienne République démocratique allemande (RDA), auteur de statues et de monuments.
En 1968 il réalisa le premier mémorial dédié à Albert Schweitzer.

## Œuvre

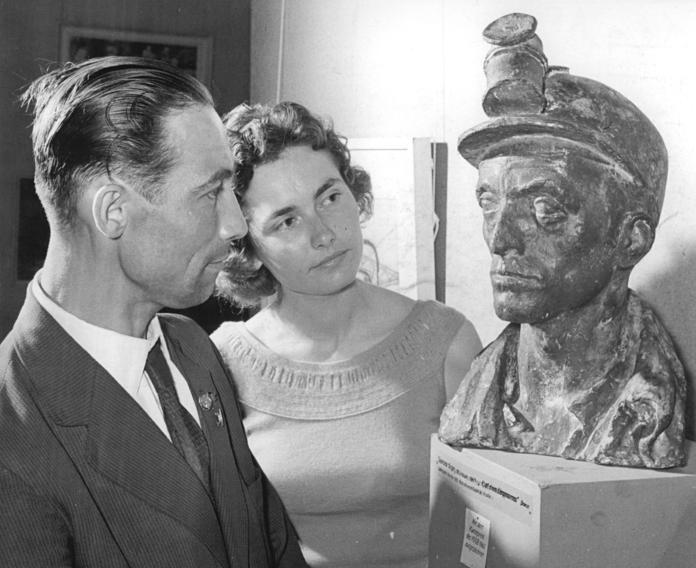
Visiteurs observant la Tête de mineur primée en 1960.
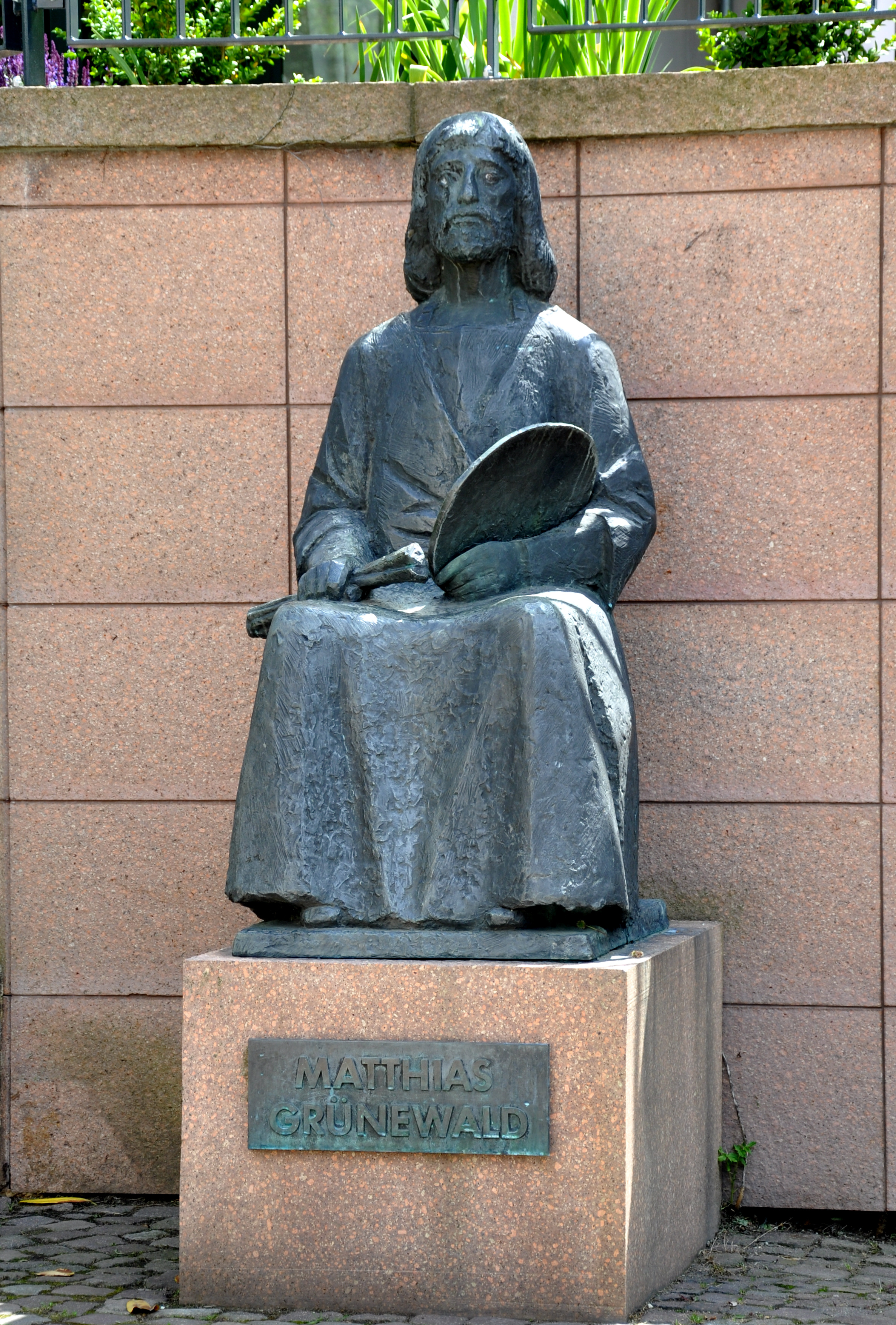
Monument Matthias Grünewald.
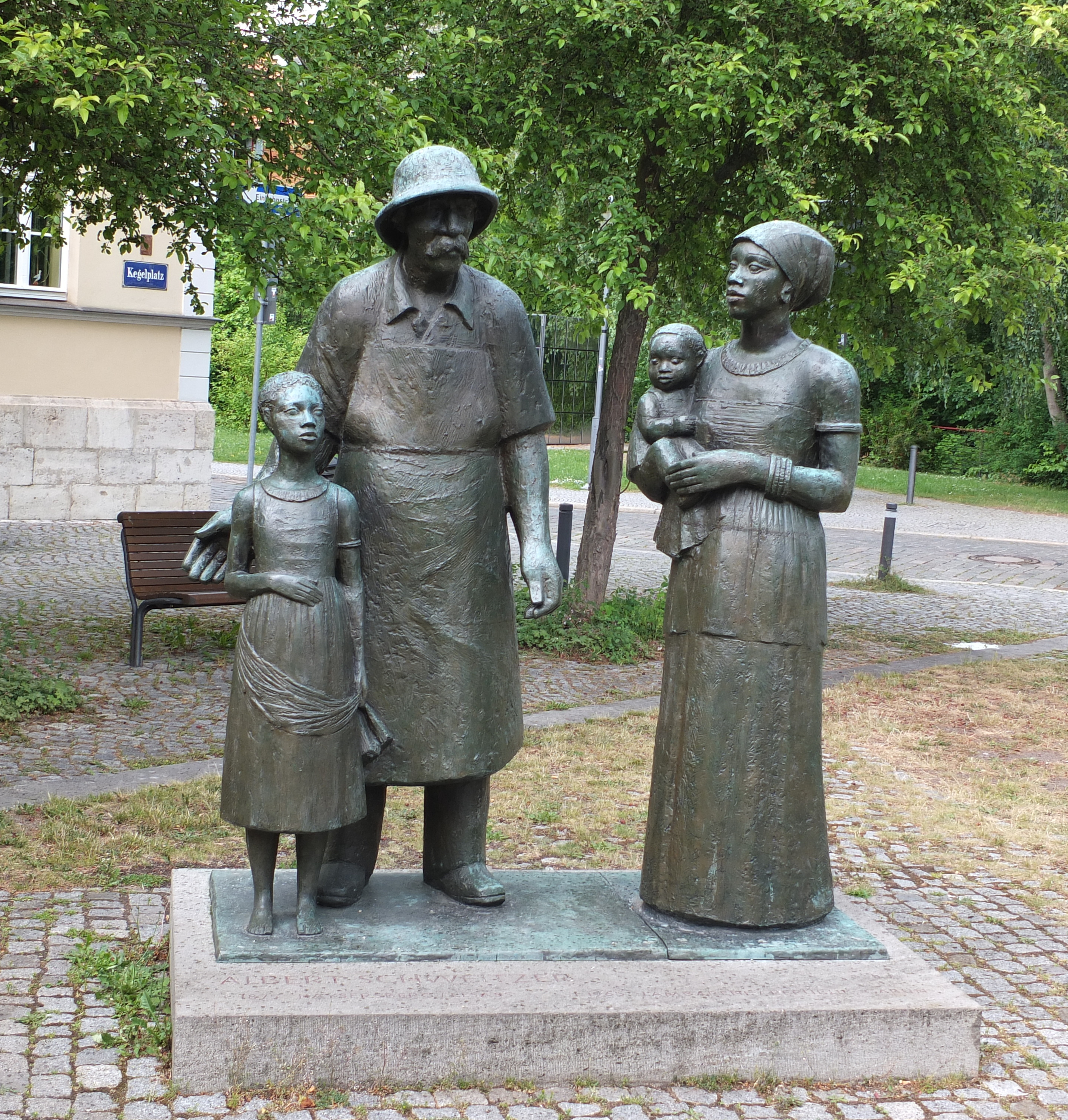
Monument Albert Schweitzer à Weimar (1968).
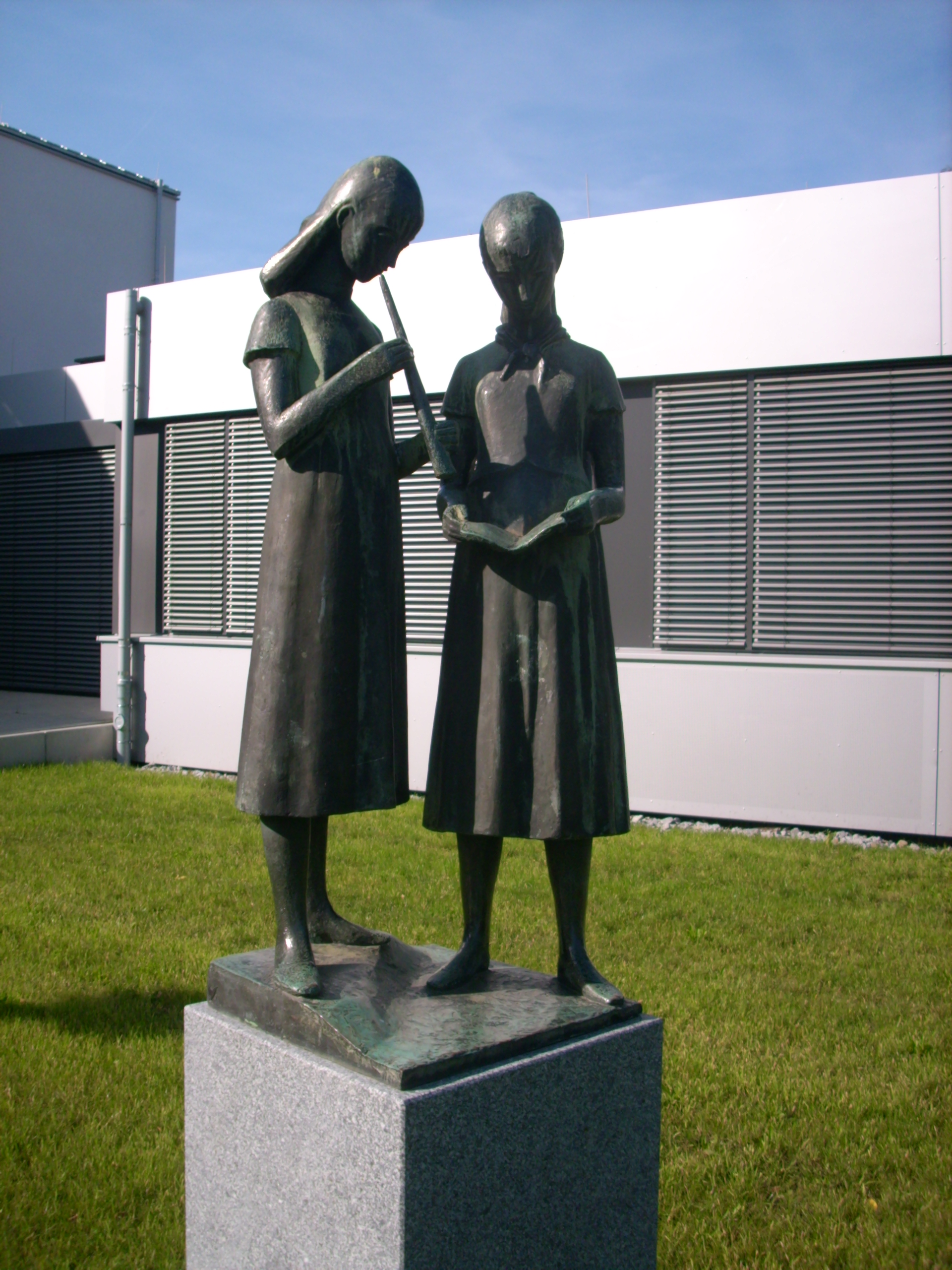
Joueuses de flûte à Hoyerswerda.
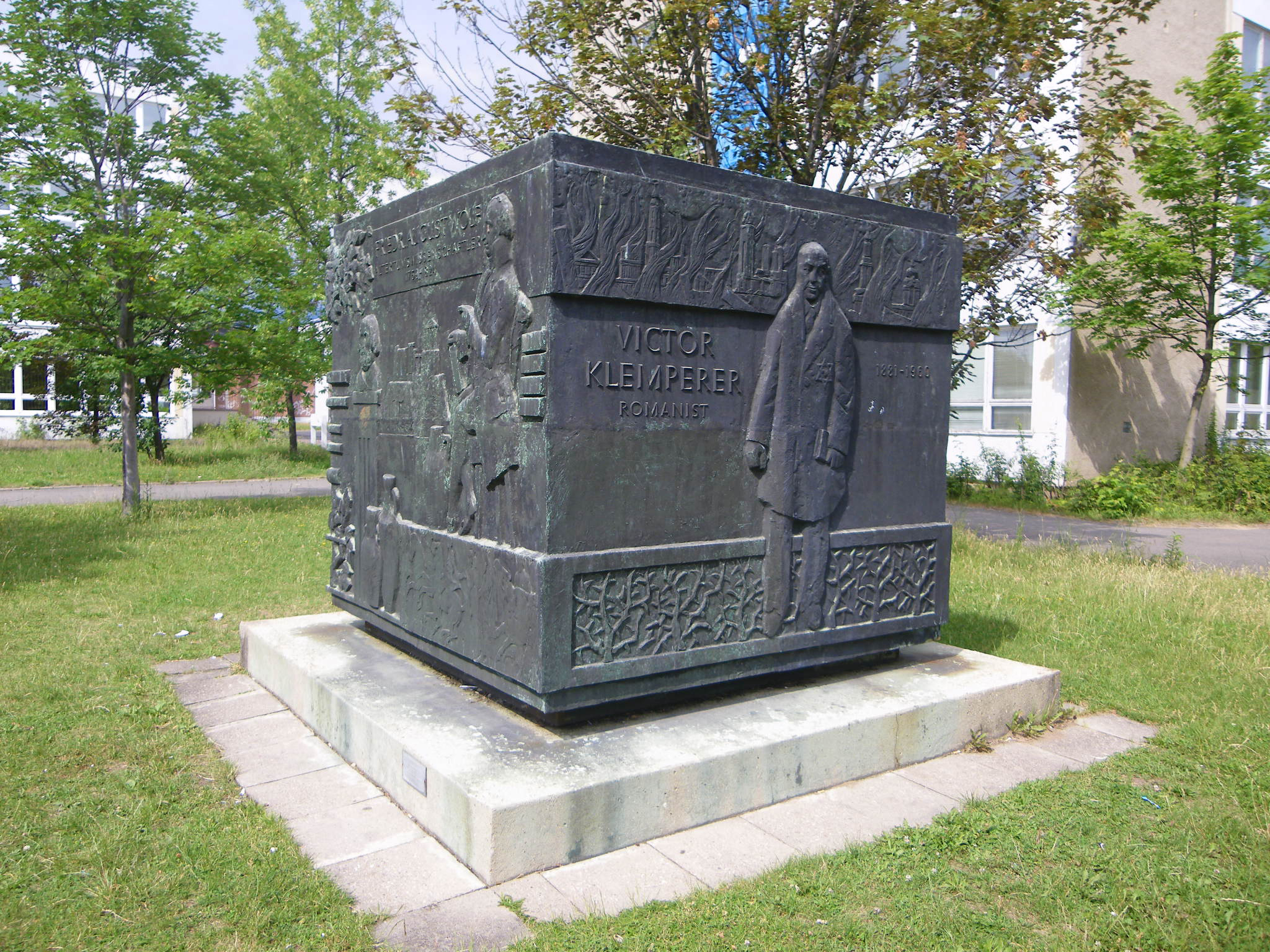
Cube à la mémoire de quatre scientifiques de l'université de Halle (1972).